# Ludwik Antoni Paszkiewicz
Ludwik Antoni Paszkiewicz (ur. 1 czerwca 1878 w Warszawie, zm. 12 lipca 1967 tamże) – polski lekarz anatomopatolog.

## Życiorys
Syn Ludwika. Studia odbył w Warszawie i Berlinie. Był pracownikiem Rady Lekarskiej Tymczasowej Rady Stanu. Od 1924 profesor anatomii patologicznej na Wydziale Lekarskim Uniwersytetu Warszawskiego, później w Akademii Medycznej tamże do 1961.
W latach okupacji prowadził tajne nauczanie medycyny. Był wykładowcą Prywatnej Szkoły Zawodowej dla Pomocniczego Personelu Sanitarnego doc. Jana Zaorskiego, która stanowiła konspiracyjną formę tajnego Wydziału Lekarskiego Uniwersytetu Warszawskiego
Od 1945 r. członek Polskiej Akademii Umiejętności. W 1952 r. został członkiem rzeczywistym PAN. W latach 1946–1956 współorganizator i pierwszy prezes Polskiego Towarzystwa Anatomopatologicznego. W latach 1954–1962 kierownik Zakładu Patologii Doświadczalnej PAN. Był jednym z założycieli i redaktorem Polskiego Tygodnika Lekarskiego. 
Zajmował się głównie badaniem nowotworów i układu siateczkowo-śródbłonkowego. 
Prace: „Anatomia patologiczna” (1927), „O utrwalaniu i przechowywaniu preparatów anatomicznych z utrzymaniem ich barwy naturalnej”, „W sprawach doświadczonego wywoływania nowotworów przez drażnienie smołą pogazową. Jako jeden z pierwszych polskich lekarzy opisał ”Technikę sekcji zwłok z 297 rysunkami.
Został pochowany w grobowcu rodzinnym na cmentarzu Powązkowskim w Warszawie (kwatera 32 wprost-5-33).

## Ordery i odznaczenia
- Krzyż Komandorski Orderu Odrodzenia Polski – 22 lipca 1951 „za wybitną działalność naukową w dziedzinie medycyny"[5]
- Krzyż Oficerski Orderu Odrodzenia Polski – 2 maja 1923 „za zasługi, położone dla Rzeczypospolitej Polskiej na polu nauki i pracy obywatelskiej”[6][7]
- Order Sztandaru Pracy I klasy – 30 maja 1953 „za wybitne zasługi naukowe i dydaktyczne w dziedzinie medycyny"[8]